# Wiktor Wiktorowitsch Tschirkow

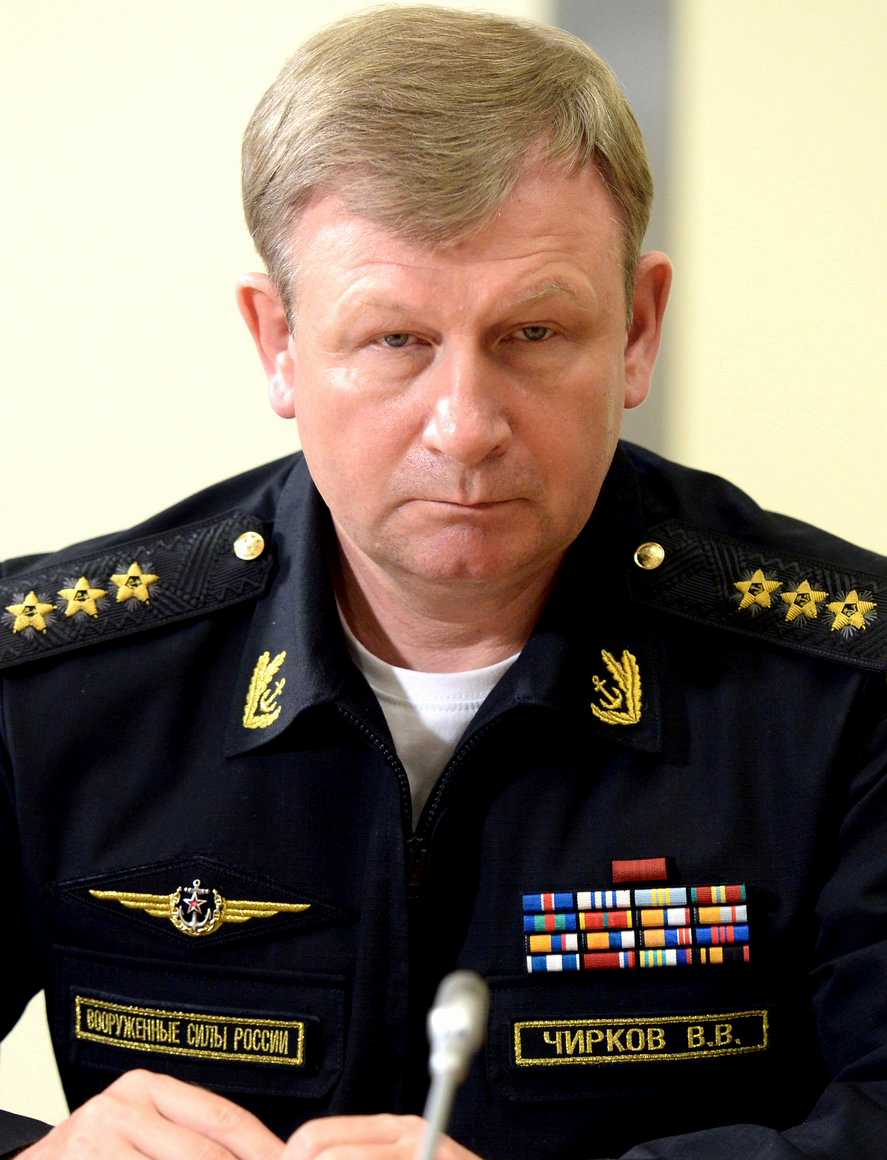
Wiktor Tschirkow, 2015

Wiktor Wiktorowitsch Tschirkow (russisch Ви́ктор Ви́кторович Чирко́в; * 8. September 1959 in Alma-Ata, Kasachische SSR) ist ein russischer Admiral. Er war von 2012 bis 2016 Oberkommandierender der Russischen Seekriegsflotte.

## Leben
Tschirkow absolvierte 1982 die Pazifische Seeoffiziershochschule S. O. Makarow in Wladiwostok und diente im Anschluss in der Pazifikflotte als Kommandeur des Mine-Torpedo Gefechtsabschnitts (GA-3). Später war er 1. Offizier auf dem Wachschiff Lun und dem Zerstörer Wosbuschdjonny. Ab 1987 kommandierte Tschirkow das Wachschiff Storoschewoj und besuchte bis 1988 spezielle Offizierslehrgänge der Marine. Im Jahr 1990 wurde er Kommandeur des Zerstörers Admiral Spiridonow, 1993 Stellvertreter des Stabschefs einer Schiffsdivision und Kommandeur der 44. U-Jagd-Brigade in Wladiwostok. Nachdem Tschirkow 1997 die Seekriegsakademie N. G. Kusnezow und 2000 die Militärakademie des Generalstabes der Russischen Streitkräfte absolviert hatte, wurde er Stabschef der Gruppe der nordöstlichen Truppen und Streitkräfte Russlands. Ab 2005 führte er die Primorsker Flottille der Pazifikflotte, wurde 2007 1. Stellvertreter des Kommandeurs und Stabschef der Baltischen Flotte und auf Befehl des russischen Präsidenten vom 8. September 2009 deren Kommandeur.
Am 6. Mai 2012 wurde er auf Erlass Präsident Medwedews zum Oberkommandierenden der Russischen Seekriegsflotte ernannt und am 9. August 2012 zum Admiral befördert. Im März 2016 teilte das Verteidigungsministerium der Russischen Föderation mit, dass Tschirkow aus gesundheitlichen Gründen von seinem Posten zurücktritt. Sein Nachfolger wurde Wladimir Koroljow.
Tschirkow ist verheiratet und hat zwei Söhne.

## Auszeichnungen
- Orden „Für militärische Verdienste“
- Orden „Für Verdienste zur See“
- Orden „Für den Dienst am Vaterland in den Streitkräften der UdSSR“ 3. Klasse